# バリー・ヒューガート
バリー・ヒューガート（Barry Hughart、1934年3月13日 - 2019年8月1日）は、アメリカ合衆国のファンタジー作家。イリノイ州ピオリア出身。2005年現在アリゾナ州在住。
1956年、コロンビア大学を卒業後、アメリカ空軍に入隊。横須賀をはじめとするアジア地域に配属される。
1965年に除隊後、執筆活動を開始。1984年に処女作「鳥姫伝」が出版され、高い評価を受けた。
｢李高と十牛｣シリーズはSFともファンタジーともつかないその独特の内容から出版社を困惑させ、出版は彼の意図に反した形となった。このため、筆を折った。2019年8月1日、死去。

## 著作リスト
- 李高と十牛(Master Li and Number Ten Ox)シリーズ
  - 「鳥姫伝」 Bridge of Birds (1984) ：世界幻想文学大賞受賞
  - 「霊玉伝」 The Story of the Stone (1988)
  - 「八妖伝」 Eight Skilled Gentlemen (1991)